# Parafia św. Walentego Męczennika w Lubiążu
Parafia Świętego Walentego Męczennika w Lubiążu – rzymskokatolicka parafia znajdująca się w dekanacie Brzeg Dolny w archidiecezji wrocławskiej. Jej proboszczem od 2021 roku jest ks. Roman Siewiera. Obsługiwana przez kapłana archidiecezjalnego. Erygowana w XII wieku.